# 동창 (명나라)
동창(東廠)은 중국 명나라 때의 정보, 첩보 기관이다. 영락제 때에 처음으로 창설되어 황제 직속의 임무를 수행하였으며, 주로 환관들이 동창을 책임지고 관리하였다.

## 역사
영락제는 정난의 변으로 조카 건문제에게서 제위를 빼앗고 북경으로 천도했다. 제위에 오른 이후, 그는 건문제 밑에서 일했던 사람들을 자신의 사람으로 만들고 싶어하였으나, 명나라가 유교 정신을 기반으로 세워진 나라인지라 이 작업에는 큰 진척이 있지 못했다. 영락제는 재위기간 내내 정통성에 대한 문제에 시달렸고, 언제든지 신하들이 자신을 몰아내고 다른 황제를 옹립할 수도 있다는 의심을 떨치지 못하였다. 결국 영락제는 정난의 변 때 건문제의 측근인 환관들을 매수한 것이 큰 도움이 된 것에 비추어 1420년(영락 18년) 동안문 북쪽에 환관을 수장으로 하는 '동창'을 설치했다.
동창의 하부기관으로는 금의위를 비롯한 여러 직관으로 구성되었는데, 동창의 스파이들이나 모사들이 범죄의 실마리를 잡아내면 금의위 군인들이 해당 인사를 잡아 처벌하는 식으로 수사가 이루어졌다. 동창은 정치적 음모 적발을 중심으로 하여 화재 사고, 낙뢰, 시장의 물가 보고까지 다방면에 걸쳐 임무를 수행하였으며, 민심을 살피고 여론 등을 조작하는 역할을 맡기도 하였다. 명 후기에 환관 세력들이 성장함에 따라 동창의 권세도 함께 커지게 되었다. 특히 천계제 때 위충현이 동창을 이용해 조정의 반대파를 탄압하였고, 또한 말기에는 조정의 고위 관리들도 동창의 환관들에게 절을 하며 예를 표할 정도였다.